# Andrias
Andrias är ett släkte av groddjur som ingår i familjen Cryptobranchidae.
Släktet har idag två levande arter, men flera utdöda, bland dessa Andrias scheuchzeri.
Arterna förekommer i Japan och västra Kina.
Arter enligt Catalogue of Life:
- Andrias davidianus
- Andrias japonicus